# 臺大星艦學院科幻社
臺大星艦學院科幻社，簡稱臺大科幻社，舊稱臺大星艦學院，是國立台灣大學的一個科幻同好會，1998年10月6日成立，1998年12月1日正式登記立案，是目前台灣唯一以科幻為主題的學生社團。社團名稱取自美國電影《星艦迷航記》中的虛構組織星艦學院，成立之初是《星艦迷航記》的同好會，2006年開始轉型為包括所有科幻主題，2013年正式更名為「星艦學院科幻社」，指導教授為台大第10任校長李嗣涔。

## 歷史
1998年一群星艦迷在台灣大學成立「臺大星艦學院」社團，以星艦迷航記為核心。當時的社團運作如星艦上，分成行政、科學、運作三個部門，並會頒官階獎章給功績卓越的社員，並且有一位社員會說克林貢語。

## 成員
該社團章程規定任何「智慧生物」都可以加入，曾經參加社團的成員從卅七歲到國小四年級生都有。也有其他學校的愛好者參加。值得一提的是，該社團有「榮譽職銜」制度的設立，會頒發榮譽職銜證書給對台灣科幻，或是該社團有卓越貢獻者，分為「榮譽院士」、「榮譽艦長」、「客座講師」三類，其中榮譽院士的受銜人包含知名作家葉李華教授、中華科幻學會理事長難攻博士、台灣大學第10任校長李嗣涔教授。

## 活動
星艦學院曾有的活動包括蒐集影帶光碟、翻譯中文字幕、舉辦「星艦週」活動、辦外星人扮裝大賽、拍攝星艦電影、發表電子報、辦科幻和科學主題講座等。星艦學院早期翻譯的字幕是用 Power Point 掛上，之後由社員不斷開發功能更好的程式來顯示字幕。

## 外部連結
- 臺大星艦學院科幻社 （页面存档备份，存于）（繁體中文）
- 臺大星艦學院科幻社的Facebook專頁（繁體中文）